# Lista de emissoras da RBS TV
Este anexo contém uma lista de emissoras da RBS TV, rede de televisão afiliada à Rede Globo e criada em 29 de dezembro de 1962 por Maurício Sirotsky Sobrinho, e atualmente pertencente ao seu neto Eduardo Sirotsky Melzer, atual dono do Grupo RBS. Ela foi criada com o intuito de abranger os estados do Rio Grande do Sul e de Santa Catarina, para utilizar de conteúdos próprios de cada região para exibição aos telespectadores. A sede oficial da RBS se localiza na cidade de Porto Alegre. A RBS possuía como canal irmão a OCTO, no ar de 2015 a 2016 em substituição a outro canal irmão fundado em 1995, a TVCOM.
Apesar da denominação RBS TV ser a atual, ela começou a ser adotada apenas em 1979, com a transição concluída em 1982. No momento da sua criação, a rede se chamava TV Gaúcha e operava somente em Porto Alegre, até se tornar afiliada da Rede Globo em 1967, onde começou a exibir grande parte da programação carioca. Em 1969, foram criadas as primeiras emissoras no interior, como a TV Imembuí em Santa Maria e a TV Tuiuti em Pelotas, a qual deu início ao programa mais tradicional, o Jornal do Almoço. A última emissora a surgir da RBS foi a RBS TV Centro-Oeste, presente na região homônima de Santa Catarina, em 2005. Em 2008, a RBS TV Porto Alegre foi a primeira a receber o sinal da TV digital, que logo após se espalhou para as emissoras do interior. Ao possuir doze emissoras no Estado do Rio Grande do Sul  — afiliadas à Rede Globo, a RBS TV se transforma na segunda maior rede regional em número absoluto; atrás apenas da Rede Amazônica, a qual cobre um território ainda maior: a Amazônia e região. A rede já foi a maior regional em número de emissoras quando, de 1979 a 2016, mantinha juntamente as emissoras gaúchas, seis afiliadas da Globo em Santa Catarina, atualmente integrantes da NSC TV.

## Rio Grande do Sul
| Fachada | Emissora                 | Matriz            | Filiais                                       | Data de fundação        | Ref    |
| ------- | ------------------------ | ----------------- | --------------------------------------------- | ----------------------- | ------ |
|         | RBS TV Bagé              | Bagé              | Santana do Livramento                         | 19 de janeiro de 1977   | [ 10 ] |
|         | RBS TV Caxias do Sul     | Caxias do Sul     | Bento Gonçalves                               | 22 de fevereiro de 1969 | [ 11 ] |
|         | RBS TV Cruz Alta         | Cruz Alta         | Ijuí                                          | 1 de julho de 1979      | [ 12 ] |
|         | RBS TV Erechim           | Erechim           | -                                             | 30 de abril de 1972     | [ 13 ] |
|         | RBS TV Passo Fundo       | Passo Fundo       | Carazinho Frederico Westphalen Marau Tapejara | 28 de maio de 1980      | [ 14 ] |
|         | RBS TV Pelotas           | Pelotas           | Camaquã                                       | 5 de julho de 1972      | [ 15 ] |
|         | RBS TV Porto Alegre      | Porto Alegre      | Novo Hamburgo Osório                          | 29 de dezembro de 1962  | [ 16 ] |
|         | RBS TV Rio Grande        | Rio Grande        | -                                             | 26 de outubro de 1977   | [ 17 ] |
|         | RBS TV Santa Cruz do Sul | Santa Cruz do Sul | Lajeado Cachoeira do Sul                      | 20 de setembro de 1988  | [ 18 ] |
|         | RBS TV Santa Maria       | Santa Maria       | São Gabriel                                   | 13 de dezembro de 1969  | [ 19 ] |
|         | RBS TV Santa Rosa        | Santa Rosa        | Santo Ângelo                                  | 28 de agosto de 1992    | [ 20 ] |
|         | RBS TV Uruguaiana        | Uruguaiana        | Alegrete São Borja                            | 2 de abril de 1974      | [ 21 ] |